# ألين أوهارا
ألين أوهارا (بالإنجليزية: Eliot O'hara)‏ هو رسام أمريكي، ولد في 14 يونيو 1890، وتوفي في 1969.